# 아돌프 베스텔마이어
아돌프(크리스토프 빌헬름) 베스텔마이어 (1875년 12월 21일 ~ 1957년 11월 21일)는 독일의 실험 물리학자이다.

## 생애와 업적
베텔스마이어는 베를린 공과대학교, 뮌헨 공과대학교, 뮌헨 대학교에서 수학 및 물리학을 공부했는데, 승진 후 1904년 괴팅겐 대학교에서 조교로 일했다. 제1차 세계 대전에서 그는 어뢰 연구에 적극적으로 참여했으며, 그 후 1917년부터 1921년까지 그라이프스발트 대학교에서 물리학 교수로 재직했다. 그 후 제2차 세계대전이 끝날 때까지 주로 어뢰 제조 분야의 실험실 관리자로 아스카니아(Askania) 등의 여러 회사에서  근무했다.
1907년에 베스텔마이어는 전자기 질량의 속도 종속성과 관련하여 발터 카우프만의 측정 정확도에 의문을 제기했다. 베스텔마이어는 음극선에 대한 자신의 실험을 위해 속도 필터를 사용했으며 이 방법은 나중에 알프레드 부헤러도 사용했다. 부헤러는 그의 실험 결과를 특수 상대성이론의 확인으로 보았지만 그의 방법은 베스텔마이어에 의해 비판을 받았고 따라서 두 연구자 사이에 논쟁이 일어났다. 이러한 문제가 해결되기까지 수년이 걸렸으며 추가 실험 결과 특수 상대성 이론의 예측이 확인되었는데, 이는 이제 다시 의심을 받고 있다.
베스텔마이어는 1917년에 어뢰용 자기 기폭 장치를 개발한 것으로도 알려져 있으며, 이로 인해 철십자 1급 훈장을 받았지만, 제1차 세계 대전에서 더 이상 이 장치를 테스트할 시간이 없었다.

## 같이 보기
- 카우프만-부헤러-노이만 실험